# 佐竹作太郎

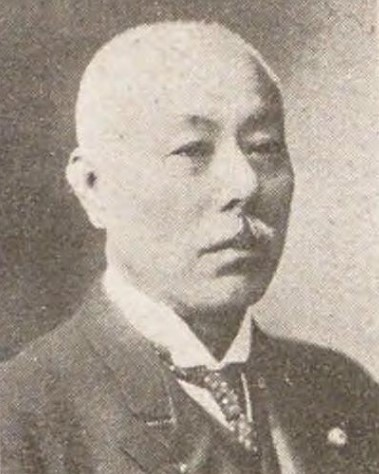
佐竹作太郎

佐竹 作太郎（さたけ さくたろう、弘化2年3月15日（1845年4月21日） - 大正4年（1915年）8月16日）は、京都府出身の山梨県選出の衆議院議員、第十銀行頭取、実業家。

## 略歴

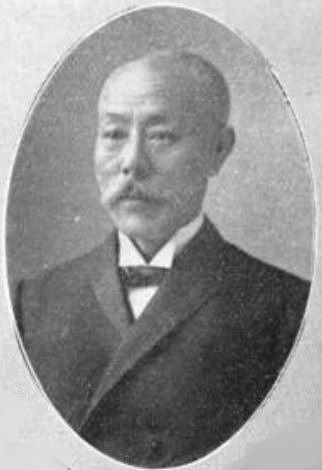
佐竹作太郎

山城国愛宕郡小出石村（後の京都府愛宕郡大原村、現在の京都市左京区）に、父「宇右衛門」の長男として生まれる。勤皇の士であった藤村紫朗が京都で幕府側からの襲撃を受け、負傷した藤村は佐竹宇右衛門宅に助けを求め傷が癒えるまでの数か月間に渡って同家にかくまわれており、これが佐竹と山梨県との関わりのきっかけとなっている。
明治維新後、新政府に出仕した藤村が明治6年（1873年）2月28日に山梨県権令として着任した後、佐竹は従者として山梨県入りし、しばらくは藤村の執事として県庁に勤めたが、藤村の山梨県内への銀行設立構想から同年11月24日に山梨県為替方を命ぜられた島田組に入り金融業の実務を修得し、銀行類似会社である興益社の明治7年（1874年）6月1日の開業とともに支配人となり、社長である栗原信近の薫陶を受けつつ業容拡大に尽力し、明治9年（1876年）（9月20日）には第一国立銀行に簿記伝習のため出向している。
その後、明治10年（1877年）4月15日に第十国立銀行が甲府常盤町で営業を開始すると支配人となり、明治14年（1881年）1月7日に取締役兼支配人、明治15年（1882年）1月7日には初代頭取を務めた栗原信近の後任として第二代頭取に就任し、大正4年（1915年）8月16日に逝去するまでの33年間務めている。また、明治21年（1887年）に山梨県会議員、明治22年（1888年）に甲府市会議員、明治35年（1902年）から明治45年（1912年）まで衆議院議員を務めている。また、実業面においては、東京電燈社長、カブトビール、大阪高野鉄道の取締役、東武鉄道、富士身延鉄道の監査役となっている。
逝去後の大正13年（1924年）5月には甲府市の若尾公園に銅像が建立されたが、金属の供出により、昭和18年（1943年）3月10日に同じ若尾公園内に建つ若尾逸平の銅像とともに献納されている。また、終戦後、若尾公園の敷地は山梨英和学院の敷地となったため、銅像の台座も失われている。

## 親族
- 二男：佐竹次郎（富国生命保険社長、昭和電工社長） ‐ 岳父に伊丹二郎、相婿に高木貞二[1]。
- 娘婿：中村藤一（日本製粉社長）[2]